# Registros de los Tres Reinos
Registros de los Tres Reinos (en chino tradicional, 三國志; en chino simplificado, 三国志; pinyin, Sānguó Zhi), es un texto histórico sobre el período de los Tres Reinos en la antigua China, que abarca desde 189 a 280. Fue escrita por Chen Shou en el siglo III de nuestra era.
La obra recoge las historias de los tres pequeños estados rivales: el Reino de Wei (曹魏), el Reino de Shu (蜀漢) y el Reino de Wu (東吳) de la época de los Tres Reinos en China, en un solo texto y es la base para la posterior y más popular novela histórica Romance de los Tres Reinos, del siglo XIV, con la que ha sido confundida muchas veces.

## Origen y estructura
Junto con Memorias históricas, el Libro de Han y el Libro de Han Posterior, este libro es parte de las primeras cuatro historias de las Veinticuatro Historias, una colección de libros históricos chinos que cubren un período que va del 3000 a. C. hasta la dinastía Ming en el siglo XVII.
Crónicas de los Tres Reinos contiene 65 volúmenes y cerca de 360.000 palabras que se dividen en tres libros. El Libro de Wei contiene 30 volúmenes, el Libro de Shu contiene 15 volúmenes, mientras que el Libro de Wu contiene 20 volúmenes. Cada volumen está organizado en forma de una o varias biografías. La cantidad de espacio que ocupa una biografía depende de la importancia de la figura tratada.
El autor original fue Chen Shou, que nació en el Segundo Reino de Shu (actual Nanchong, Sichuan). Después de la caída del Reino de Shu en el 263, se convirtió en Caballero de Obras Públicas, y fue asignado a crear una historia de los Tres Reinos. Después de la caída del Reino de Wu en el 280 su obra recibió el aplauso del ministro Zhang Hua. Anteriormente, el Reino de Wei y el de Wu tenían sus propias historias oficiales, y Chen Shou usó estas obras como base para iniciar su trabajo. Sin embargo, el estado de Shu carecía de una historia de su existencia. los datos fueron recogidos de acuerdo a lo que podía recordar, así como los documentos primarios, como las obras de Zhuge Liang, que había reunido. El libro utiliza la fecha después de la caída de la dinastía Han en el 220 como estándar para el estado de Wei. El Libro de Wei se refiere a sus gobernantes como los emperadores de Wei, mientras que a los gobernantes de Shu reciben el título de señores y gobernantes de Wu solo por sus nombres o con el título de "señor de Wu". Esto es para defender la legitimidad de la corte de Jin como herederos del Mandato del Cielo de Wei. Usó el título de 'señor' de los gobernantes de Shu, en parte, como muestra de su simpatía hacia su tierra natal.